# Partido Revolucionário Democrático
O Partido Revolucionário Democrático (Espanhol: Partido Revolucionario Democrático, ou PRD) é um partido político panamenho, que foi fundado em 1979 pelo General Omar Torrijos e é, geralmente, descrito como um partido de centro-esquerda.

## História e criação
Desde de sua criação, o partido teve fortes laços com o regime militar que governava o Panamá desde o golpe militar de 1968. A maioria dos membros se identificavam com a política social de Torrijo e com o legado do Tratado do Canal do Panamá, que foi assinado anos antes de sua morte. A pressão política nacional e internacional orquestrada por Torrijos contra os Estados Unidos foi vista como nacionalista. Apesar do seus métodos ditatorial, Torrijos é reconhecido como um dos líderes mais populares que o Panamá já teve.
Com a assinatura dos Tratado do Canal, Torrijos comprometeu-se em restaurar o regime civil, pelo menos, nominal do Panamá. Para fazer isso, ele criou o PRD como veículo político, e arquivou para concorrer à presidência nas eleições de 1984 contra o homem que ele havia derrubado em 1968, Arnulfo Arias.
Com a morte de Torrijos, o regime militar, que governa o país, caiu em uma crise de poder. Após sua obscura morte, dois generais renunciaram antes de Manuel Noriega tomar o poder. O cenário político mudou drasticamente, e Noriega começou a perseguir políticos que se opuseram a ele, governando o país a base do medo e do terror.
A situação do país se deteriorou sob o governo de Noriega. O assassinato em 1985 do dissidente Hugo Spadafora gerou o começo de um tumulto político que terminou em 1989 com a Invasão do Estados Unidos ao Panamá.
A PRD foi manipulada por Noriega. Existiam muitos secretários do partido, sendo o mais famoso Ramito Vasquez Chambonet no começo e Darinel Espino no fim. Noriega também nomeou presidentes, ministros, legisladores e outras posições governamentais leais a ele. Isso criou uma crise profunda dentro do país, que não tinha uma democracia interna até as reformas feitas após a invasão do Estados Unidos.
Desde que a democracia foi restaurada em 1990, os políticos da PRD têm restruturado o partido através de membros participativos e, pela primeira vez, assegurando eleições representativas para posições governamentais. Esse foi o primeiro partido no Panamá que foi submetido a tal restruturação e foi visto como um dos partidos políticos mais organizados e grandes do país. A restruturação foi liderada por Ernesto Perez Balladares, Francisco Sanchez, Mitchell Does, Tomas G. Duque e Gerardo Gonzalez. Em 1991, parte dos funcionários se encontraram com Arias Calderon, então vice-presidente do Panamá, para deixar claro os interesses deles em formar uma oposição política e, não, uma (oposição) militar.
A eleição de nominação presidencial do PRD de 1993 foi entre Ernesto Perez Balladares e Alfredo Oranges, que ganharam 66% e 33% dos votos respectivamente. Perez Balladares venceu a eleição presidencial contra Mireya Moscoso e uma legislatura de maioria do PRD em 1994.
O PRD perdeu as eleições de 1999. As diferenças entre Perez Balladares e o candidato presidencial Martín Torrijos, que também ganhou a corrida presidencial interior, fez uma oferta política pouco clara pela sua eleição que acabou com Mireya Moscoso sendo eleita presidente e com o PRD controlando a assembléia.
Uma vez que as eleições acabaram, a Comitê liderado por Perez Balladares renunciou e Martín Torrijos foi eleito secretário. Esse período sob a liderança de Martín Torrijos foi dirigida por "jovens" que aperfeiçoaram bem. Os erros políticos, feitos pelo governo de Moscoso, abriu um caminho para Torrijos, que facilmente venceu a corrida presidencial de 2004.
Na eleição geral de 2004, Martín Torrijos venceu a presidente com 47,4% dos votos, desempenhando-se como candidato da Patria Nueva, uma aliança eleitoral entre o PRD e o pequeno Partido Popular (PP). Na mesma eleição, o partido ganho 37,8% dos votos populares e 41 das 78 cadeiras da Assembleia Nacional do Panamá.
As primárias de 2008 foram vencidas por Balbina Herrera, que foi contra Juan Carlos Navarro. A diferença entre Herrera e Navarro era tão profunda que ele acabou com o partido não-unificado, uma vez que liderando o PRD, perdeu a corrida presidencial para Balbina Herrera em 2009. 
O Comitê renunciou em outubro de 2009, e um novo comitê foi eleito em 18 de outubro. As eleições terminaram com a eleição do presidente Francisco Sanchez Cardenas e do secretário Mitchell Does.

## Navarro e a nova PRD
A partir do final de 2012, o PRD começou um processo democrático de renovação de todas as estruturas políticas internas deles, dos delegados aos membros do comitê executivo.
Em um caloroso e apaixonado discurso em março de 2012, Juan Carlos Navarro convidou à todos os membros para se juntar a ele e ao movimento Ola Azul em formação de um novo PRD para garantir a vitória do partido nas eleições de 2014. Em agosto de 2012, 4 mil e 200 delegados do Congresso Nacional se convocaram para eleger um novo comitê executivo; o resultado foi uma vitória decisiva para Navarro e ao movimento Ola Azul, qual ganharam todos as dez cadeiras do comitê executivo, com Navarro eleito secretário-geral. Isso foi a primeira vez na história do partido que um candidato foi capaz de ganhar todas as cadeiras do comitê executivo. 
As primárias foram realizadas em março de 2013, com 17 candidatos participando do processo. Juan Carlos Navarro venceu com 95% dos votos e foi eleito como candidato presidencial do partido pela eleição geral de 2014.
A eleição geral de 2014 viu o antigo vice-presidente e candidato do Partido Panameñista, Juan Carlos Varela, ser eleito presidente com 39% dos votos. Navarro e o PRD ficaram em terceiro na eleição geral, isso é considerado o pior resultado eleitoral na história do partido. Como resultado disso, Navarro renunciou o posto dele de secretário-geral, rapidamente seguido por 4 outros membros.
Uma nova eleição foi realizadas a fim de preencher os cincos lugares vacos no Comitê Executivo e o vereador de San Francisco, Carlos Perez Herrera, foi eleito como secretário-geral. 